# Schizoprymnus robustus
Schizoprymnus robustus är en stekelart som först beskrevs av Chou och Hsu 1996.  Schizoprymnus robustus ingår i släktet Schizoprymnus och familjen bracksteklar. Inga underarter finns listade i Catalogue of Life.